# Carl-Dieter Spranger

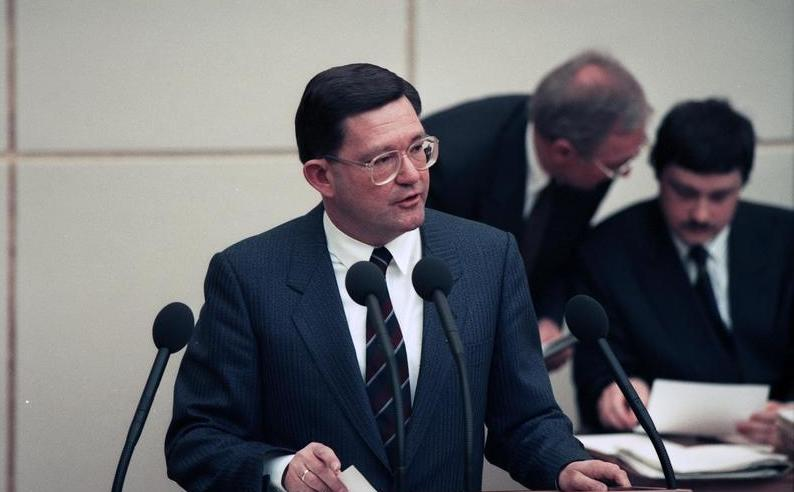
Carl-Dieter Spranger, 1990

Carl-Dieter Spranger (* 28. März 1939 in Leipzig) ist ein deutscher Politiker (CSU).
Er war von 1991 bis 1993 Bundesminister für wirtschaftliche Zusammenarbeit und von 1993 bis 1998 Bundesminister für wirtschaftliche Zusammenarbeit und Entwicklung.

## Ausbildung und Beruf

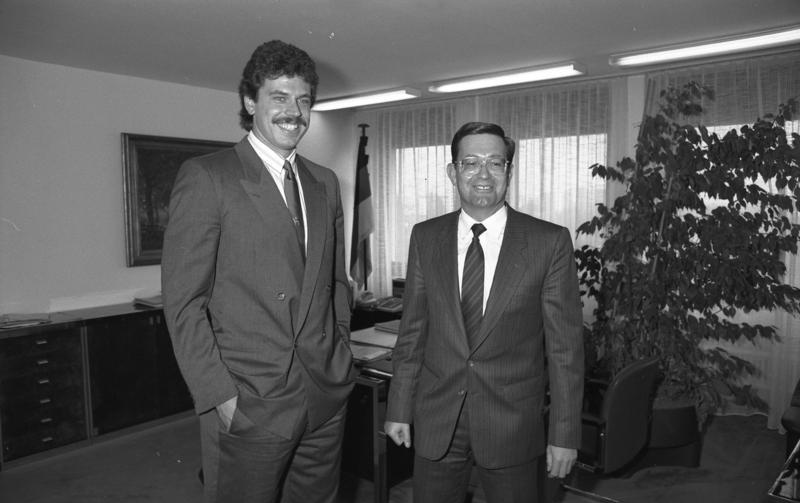
Carl-Dieter Spranger (rechts) mit Jürgen Hingsen, 1987

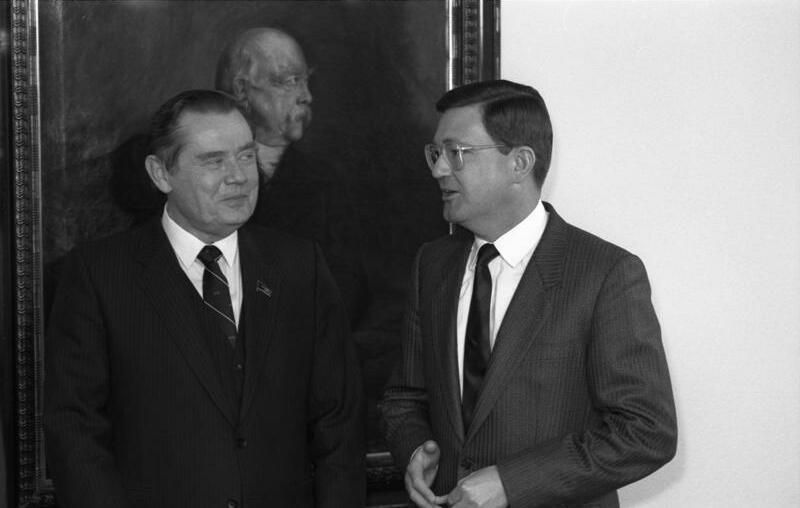
Spranger (rechts) mit dem sowjetischen NOK-Präsidenten Marat Gramow (1988)

Nach dem Abitur 1957 an der Oberrealschule Ansbach absolvierte Spranger ein Studium der Rechts- und Wirtschaftswissenschaften, welches er 1962 mit dem ersten juristischen Staatsexamen beendete; 1966 bestand er das zweite juristische Staatsexamen. Bis 1967 war er wissenschaftlicher Assistent an der Universität Erlangen-Nürnberg. 1967 trat er als Gerichtsassessor in den Staatsdienst ein. Von 1968 bis 1969 war er als Staatsanwalt tätig. 1969 erfolgte seine Ernennung zum Landgerichtsrat. Seit 1977 ist er als Rechtsanwalt zugelassen. Von 1972 bis 1976 war er Stadtrat in Ansbach.

## Familie
Carl-Dieter Spranger ist verheiratet und hat drei Kinder.

## Partei
Seit 1968 ist er Mitglied der CSU. Von 1969 bis 1976 war er Vorsitzender des CSU-Kreisverbandes Ansbach-Stadt. 1973 wurde er zum stellvertretenden Vorsitzenden und 1989 schließlich zum Vorsitzenden des CSU-Bezirksverbandes Mittelfranken gewählt. Ab 1977 gehörte er dem CSU-Landesvorstand an.

## Abgeordneter
Von 1972 bis 2002 war er Mitglied des Deutschen Bundestages. Hier war er von 1980 bis 1982 Vorsitzender der Arbeitsgruppe Inneres/Umwelt der CDU/CSU-Bundestagsfraktion. Von 1999 bis 2002 war Spranger stellvertretender Vorsitzender des Auswärtigen Ausschusses.
Carl-Dieter Spranger ist stets als direkt gewählter Abgeordneter des Wahlkreises Ansbach in den Bundestag eingezogen. Zuletzt erreichte er hier bei der Bundestagswahl 1998 50,4 % der Erststimmen.
Ihm wird folgendes Zitat zugeschrieben: „Frieden und Freiheit sind auch im Innern wichtig, aber da in erster Linie für die Normalen, nicht für perverse Minderheiten, Terroristen, Verbrecher und Randgruppen“.

## Öffentliche Ämter

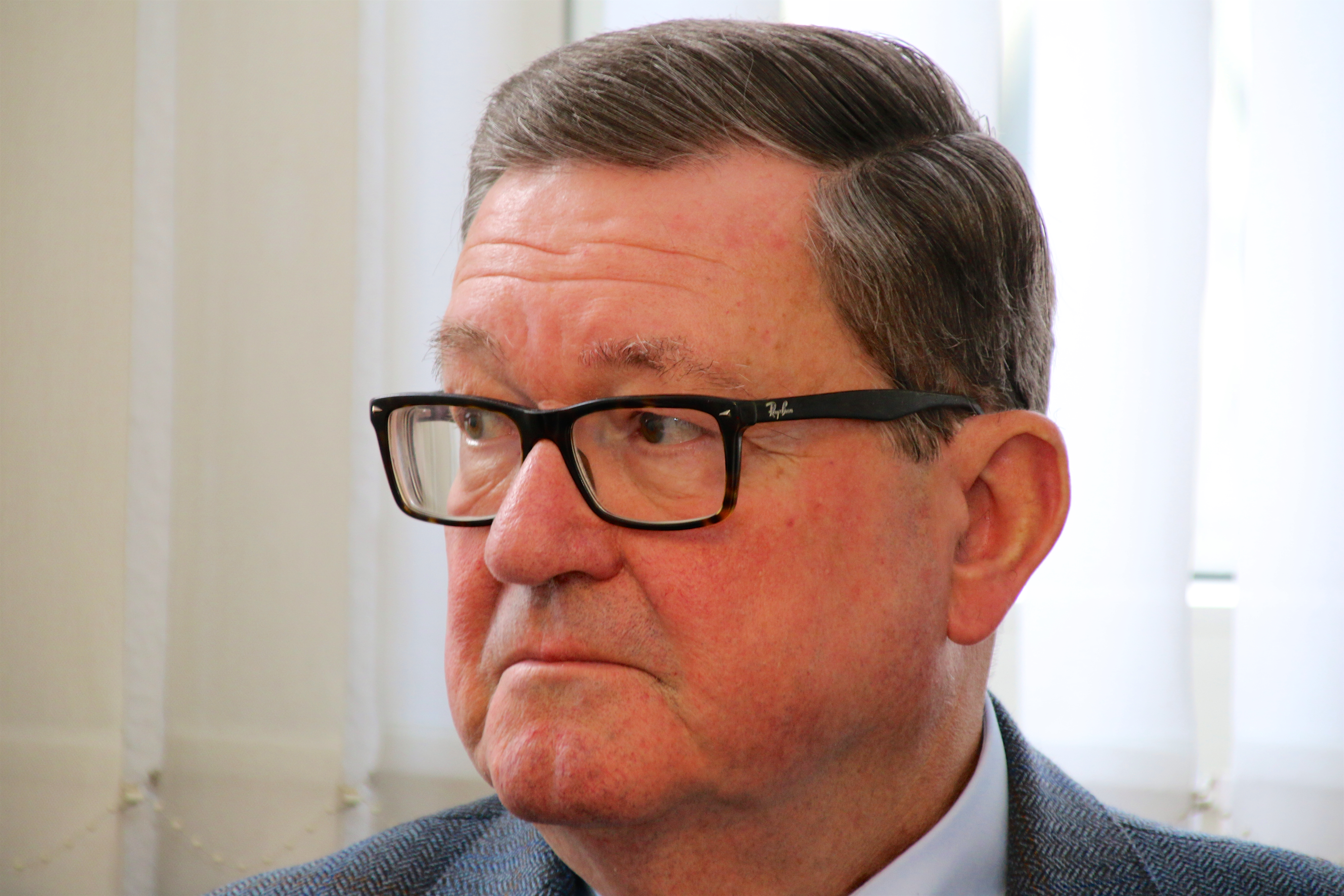
Carl-Dieter Spranger, 2015

Am 4. Oktober 1982 wurde Spranger als Parlamentarischer Staatssekretär beim Bundesminister des Innern in die von Bundeskanzler Helmut Kohl geführte Bundesregierung berufen.
Nach der Bundestagswahl 1990 wurde er am 18. Januar 1991 zum Bundesminister für wirtschaftliche Zusammenarbeit ernannt. Seit dem 22. Januar 1993 hieß das von ihm geleitete Ministerium Bundesministerium für wirtschaftliche Zusammenarbeit und Entwicklung. Nach der Bundestagswahl 1998 schied er am 26. Oktober 1998 aus der Regierung aus.

## Ehrungen
- 1983: Verdienstkreuz 1. Klasse der Bundesrepublik Deutschland
- 1991: Orden El Sol del Perú
- 1997: Großes Verdienstkreuz mit Stern und Schulterband der Bundesrepublik Deutschland